# Pyrausta inornatalis
Pyrausta inornatalis is een vlinder van de familie van de grasmotten (Crambidae). De wetenschappelijke naam van deze soort is voor het eerst voorgesteld als Botis inornatalis door Charles Henry Fernald in een publicatie uit 1885.

## Verspreiding
De soort komt voor in de Verenigde Staten en Mexico.

## Waardplanten
De rups leeft op Salvia farinacea.